# John Redwood
Pour les articles homonymes, voir Redwood.
John Alan Redwood (né le 15 juin 1951) est un homme politique du Parti conservateur britannique et député de Wokingham dans le comté de Berkshire. Il est secrétaire d'État pour le Pays de Galles du Cabinet du premier ministre John Major et s'est présenté deux fois à la direction du Parti conservateur dans les années 1990.
Il sert dans les Shadow Cabinets de William Hague et Michael Howard, et est depuis lors un député d'arrière-ban.
Redwood est un eurosceptique qui est décrit en 1993 comme un « Thatcherien pragmatique ». Il est coprésident du groupe de révision des politiques du Parti conservateur sur la compétitivité économique jusqu'en 2010. Il est Chief Global Strategist de la société de gestion d'investissements Charles Stanley & Co Ltd (qui fait partie du groupe Charles Stanley). Il a soutenu le Brexit lors du référendum de 2016 sur l'UE et est membre du groupe de pression eurosceptique britannique Leave Means Leave.

## Jeunesse
John Redwood est né à Douvres, le deuxième enfant de William Redwood (1925-2016), comptable et secrétaire d'entreprise, et de son épouse, Amy Emma Champion, la directrice d'un magasin de chaussures. Il a une sœur aînée, Jennifer, qui est décédée bébé en 1949,.
Redwood fait ses études au Kent College, à Canterbury et au Magdalen College, à Oxford, où il obtient un baccalauréat en histoire moderne et, en 1972, est élu Fellow du All Souls College, à Oxford. À All Souls, il écrit une thèse de DPhil sur la peur de l'athéisme en Angleterre, de la Restauration à la publication d'Alciphron de George Berkeley. Il est diplômé de DPhil en 1975.

## Carrière politique
Il est conseiller du comté d'Oxfordshire entre 1973 et 1977, le plus jeune à l'âge de 21 ans lorsqu'il est élu, et s'est présenté à l'élection partielle de Peckham d'octobre 1982 où il perd contre Harriet Harman. À partir de 1983, il dirige l'unité politique de Margaret Thatcher où il est un fervent soutien des privatisations.
Redwood est élu député de Wokingham en juin 1987. Il est nommé sous-secrétaire d'État parlementaire en juillet 1989 aux affaires corporatives au ministère du Commerce et de l'Industrie. En novembre 1990, il est promu ministre d'État. Il devient ministre du gouvernement local et des villes intérieures après l'élection générale de 1992, où il supervise l'abolition de la Poll tax et son remplacement par la taxe d'habitation.

### Au gouvernement
Lors du remaniement gouvernemental de mai 1993, Redwood est nommé au Cabinet en tant que secrétaire d'État pour le Pays de Galles. Il reporte certains projets d'élargissement des routes au pays de Galles en raison des dommages potentiels à l'environnement.
En février 1995, il est en désaccord avec le Countryside Council for Wales, car il a décidé de réduire sa subvention de 16%. Il lance également un programme de financement des écoles populaires et concentre les dépenses supplémentaires sur les services de santé et d'éducation.
Redwood commet une gaffe mémorable en 1993, quand il tente de mimer l'hymne national gallois à la conférence du Parti conservateur gallois, alors qu'il ne connaissait clairement pas les mots. Il a par la suite appris l'hymne mais, en août 2007, un reportage sans lien sur Redwood est illustré avec le même clip. Cela conduit des militants conservateurs à déposer des plaintes et, par conséquent, la BBC s'est excusée auprès de Redwood pour avoir diffusé les images datées.

### Candidat de leadership et carrière ultérieure
Lorsque John Major appelle ses critiques à "se mettre en place ou se taire" et présente sa démission pour permettre une élection de leadership, Redwood démissionne du Cabinet et s'oppose à Major lors de l'élection à la direction du parti qui a suivi le 26 juin 1995. Lors du scrutin du 4 juillet 1995, Redwood obtient 89 voix, soit environ un quart du groupe parlementaire de l'époque. Major obtient 218 voix, soit les deux tiers des voix du groupe. Le journal The Sun avait déclaré son soutien à Redwood dans la perspective de la course à la direction, faisant la une des journaux "Redwood contre Deadwood".
Lorsque Major quitte son poste de chef du parti après la défaite aux élections générales de mai 1997, Redwood se présente à l'élection pour la direction et est de nouveau vaincu. Après avoir été battu au troisième tour avec 38 voix contre 64 pour Kenneth Clarke et 62 pour William Hague, Redwood apporte son soutien à Clarke contre Hague.
Redwood est ensuite nommé Secrétaire d'État aux Affaires, à l'Énergie et à la Stratégie industrielle fantôme par William Hague. Il est nommé secrétaire d'État fantôme pour l'environnement, les transports et les régions en juin 1999, mais est remplacé en février 2000 par Archie Norman.
Sous Michael Howard, il est nommé secrétaire d'État fantôme à la déréglementation.

### Brexit
Redwood est un eurosceptique affirmé. Il critique l'euro avant son lancement, en 2011, et propose que le Royaume-Uni renonce à ses droits de vote au Conseil en échange de la possibilité de se retirer de toute législation européenne. Plus tard cette année-là, il se joint à 81 députés conservateurs rebelles pour voter pour un référendum in-out pour quitter l'Union européenne, déclarant par la suite : « Les gens me traitaient d'un eurosceptique extrême. Maintenant, je suis un modéré. » Avant le référendum sur le Brexit, Redwood écrit que, pour les eurosceptiques conservateurs comme lui, quitter l'UE est "plus important que de savoir quel parti remporterait les prochaines élections ou qui serait le Premier ministre".

## Carrière dans les affaires
Redwood travaille en tant qu'analyste d'investissement, gestionnaire et directeur pour Robert Fleming et pour NM Rothschild dans les années 1970 et 1980. En 2007, il cofonde Evercore Pan-Asset Capital Management Ltd, une société de gestion financière, qui est ensuite vendue à Charles Stanley. Il est ensuite Chief Global Strategist chez Charles Stanley & Co Ltd. Il est auparavant président non exécutif de Mabey Securities, une branche d'investissement de la société d'ingénierie Mabey.
Son activité pour Charles Stanley, une société de conseil en investissement, lui assure une rémunération annuelle de 230 000 livres (outre ses revenus de député).

## Vie privée
Il épouse Gail Felicity Chippington, avocate, le 20 avril 1974 à Chipping Norton ; ils ont deux enfants, Catherine (née en 1978) et Richard (née en 1982). Le mariage est rompu après 28 ans et ils divorcent un an plus tard en juillet 2003.